# 順義新城
40°09′02″N 116°38′27″E / 40.150435°N 116.640971°E
順義新城是北京城市總體規劃中重要的新城之一。2002年起開始规划建設，其位於順義舊城以北，二者隔減河。順義新城的中心區範圍南起减河，北至兵营，东至潮白河，西至京承铁路，面積共约12平方公里。由顺义区政府和鲁能英大集团、北大君士集团共同作主要開發工作。